# Xã Vanport, Quận Beaver, Pennsylvania
Xã Vanport (tiếng Anh: Vanport Township) là một xã thuộc quận Beaver, tiểu bang Pennsylvania, Hoa Kỳ. Năm 2010, dân số của xã này là 1.321 người.